# بهار غم‌انگیز (گل‌های تازه ۷)
بهار غم‌انگیز نام یک آلبوم موسیقی سنتی ایرانی باصدای عبدالوهاب شهیدی می‌باشد که برگرفته از برنامهٔ شمارهٔ ۷ از مجموعهٔ گل‌های تازه می‌باشد. این اثر در قالب نوار صوتی نیز منتشر شده است و باتوجه به قدیمی بودن این اثر امروزه با کیفیت پایین‌تری در دسترس می‌باشد.

## شرح اثر

### طرف A نوار صوتی
- شاعر: هوشنگ ابتهاج (ه. الف. سایه)
- آواز: عبدالوهاب شهیدی
- نوازندگان: جواد معروفی، همایون خرم، جهانگیر ملک
- گوینده: فخری نیکزاد
- صدابردار: محمد جهانفرد
- فهرست قطعات بخش A:

1. اعلام برنامه: فقط نام مجموعه
2. دکلمهٔ شعر (بهار آمد گل و نسرین نیاورد)، گوینده: نیکزاد
3. گروه نوازی
4. ساز و آواز
5. دکلمهٔ شعر (بهار تلخ منشین خیز و پیش آی)
6. تصنیف (بهار تلخ منشین خیز و پیش آی)
7. اعلام برنامه: توضیحات کامل دربارهٔ اثر